# Antoine de Salinis
Louis-Antoine de Salinis (Morlaas, Pirineos Atlánticos, Aquitania, 11 de agosto de 1789 - Auch, 30 de enero de 1861) fue un sacerdote católico, escritor y periodista francés, obispo de la Amiens de 1849 a 1861 y arzobispo de Auch.

## Biografía
Recibe el orden sacerdotal el 11 de agosto de 1822. Capellán del Lycée Henri IV en París. Forma parte del círculo íntimo de Félicité de Lamennais, compartiendo posiciones realistas y teorías ultramontanas, y apoya al equipo del periódico L’Avenir entre los años 1831 y 1832. En la década de 1830 dirige el Collège de Juilly. Fundador en 1836 de la revista titulada L'Université catholique, junto con Philippe Gerbet (l'abbé Gerbet), Casimir de Scorbiac (l'abbé de Scorbiac), Edmond de Cazalès y el conde de Montalembert.
Tras su fallecimiento, acaecido en 1861, su oración fúnebre fue pronunciada por Monseñor Gerbet, obispo de la Diócesis de Perpiñán-Elna.